# Portia Mary Bennett
Portia Mary Bennett (ur. 28 stycznia 1898 w Balmain, Sydney w Australii, zm. 1 maja 1989 w Nedlands, Perth, tamże) – australijska artystka, tworząca głównie techniką akwareli.

## Życiorys
Była córką Williama Alberta Bennetta, pilota z Londynu, i Portii Bohannah Booth, pochodzącej z Australii. Jej ojciec utonął, gdy była małym dzieckiem. Uczyła się w Fort Street Girls` High School, a następnie studiowała sztukę pod kierunkiem Antonia Dattila Rubba w szkole Art Society of New South Wales (1913–1914). 
Uczęszczała także do Sydney Teachers' College oraz do wyróżniającej się artystycznym klimatem uczelni Julian Ashton Art School (1915–1919).
Wykładała w Chatswood Intermediate School oraz w Darlington Public School, a w latach 1921–1925 była zatrudniona jako nauczycielka w Sydney Teachers' College. W 1933 została jednym z członków założycieli Perth Society of Artists.
26 października 1925 roku poślubiła Williama Henry`ego Jamesa Wallace`a, inżyniera morskiego. Para zamieszkała w Brisbane, aby w 1932 przeprowadzić się do Perth. Małżeństwo miało czworo dzieci.
Portia Mary Bennett tworzyła głównie techniką akwareli, była pejzażystką – także zmuszona do tworzenia na zewnątrz z powodu braku własnego studia w domu.
Tematyka jej prac to przede wszystkim łodzie i pejzaże oraz widoki miasta Perth, a także sceny z życia miejskiego, architektura. W 1951 za pracę Morning otrzymała nagrodę od Perth Society of Artists, a w 1952 jej twórczość akwarelistki została doceniona nagrodą Claude Hotchin Art Prize za obraz The Dinghy. W 1986 roku Uniwersytet Australii Zachodniej zorganizował retrospektywną wystawę prac artystki.
Jej prace znajdują się w kolekcjach: National Gallery of Australia, Art Gallery of Western Australia oraz Holmes à Court Gallery.